# جلال‌آباد، گلگت
جلال‌آباد (به انگلیسی: Jalalabad) یک آبادی در پاکستان است که در گلگت-بلتستان واقع شده‌است. جلال‌آباد ۱۸٬۰۰۰ نفر جمعیت دارد.